# Adam Marušić
Adam Marušić (czarn. Адам Марушић, ur. 17 października 1992 w Belgradzie) – czarnogórski piłkarz grający na pozycji obrońcy. Od 2017 jest zawodnikiem klubu S.S. Lazio.

## Kariera piłkarska
Swoją karierę piłkarską Marušić rozpoczynał w belgradzkich klubach FK Partizan, FK Teleoptik i FK Voždovac. W 2012 roku stał się członkiem pierwszego zespołu Voždovaca. 10 sierpnia 2013 zadebiutował w nim w serbskiej Prvej Lidze w wygranym 3:0 domowym meczu ze Slogą Kraljevo. W sezonie 2012/2013 awansował z Voždovacem do Super Ligi. W Voždovacu grał również w sezonie 2013/2014.
Latem 2014 roku Marušić odszedł do belgijskiego KV Kortrijk. W klubie tym swój debiut zaliczył 27 lipca 2014 w przegranym 0:2 wyjazdowym spotkaniu z SV Zulte Waregem.
Latem 2016 Marušić przeszedł do KV Oostende.
| Sezon   | Klub        | Kraj   | Rozgrywki     | Mecze | Gole |
| ------- | ----------- | ------ | ------------- | ----- | ---- |
| 2012/13 | FK Voždovac | Serbia | Prva Liga     | 25    | 1    |
| 2013/14 | FK Voždovac | Serbia | Super Liga    | 27    | 6    |
| 2014/15 | KV Kortrijk | Belgia | Eerste klasse | 34    | 6    |
| 2015/16 | KV Kortrijk | Belgia | Eerste klasse | 35    | 4    |
| 2016/17 | KV Oostende | Belgia | Eerste klasse | 35    | 5    |
| 2017/18 | KV Oostende | Belgia | Eerste klasse | 1     | 0    |
| 2017/18 | S.S. Lazio  | Włochy | Serie A       | 32    | 3    |
| 2018/19 | S.S. Lazio  | Włochy | Serie A       | 26    | 1    |

## Kariera reprezentacyjna
W reprezentacji Czarnogóry Marušić zadebiutował 27 marca 2015 roku w przegranym 0:3 meczu eliminacji do MŚ 2016 z Rosją, rozegranym w Podgoricy.

## Sukcesy

### S.S. Lazio Rzym
- Superpuchar Włoch: 2017
- Puchar Włoch: 2018/2019